# Драгутин Најдановић
Драгутин Најдановић (Београд, 15. април 1908 — Београд, 3. новембар 1981) био је југословенски и српски фудбалер.

## Биографија
Играо је лево крило у дресу БСК Београда, у који је дошао 1924. На првенственој сцени појавио се 1927, када се први пут играло по лига систему (шест клубова).
Нажалост, играчки век му је био врло кратак; на првенственој утакмици против ЈСК Славије (0:0) у Сарајеву 19. октобра 1930. добио је тежак прелом ноге, практично је завршио каријеру. Играо је још краће време, а затим су га наследили Драгослав Вирић и Светислав Глишовић.
Дебитовао је за репрезентацију 6. маја 1928. против Румуније (3:1) у Београду за Куп пријатељских земаља, а од националног тима опростио се 17. јуна 1930. против Боливије (4:0) на Светском првенству у Монтевидеу, на једној утакмици коју је играо на овом такмичењу.
Умро је у јесен 1981. године у 73. години од туберкулозе.